# Kazakhskaya Pravda
Kazakhskaya Pravda est un journal publié au Kazakhstan depuis 1920. Il s'agit d'un des plus anciens et des plus importants journaux du pays.